# Takashi Yamamoto (pianista)
Takashi Yamamoto (jap. 山本貴志 Yamamoto Takashi; ur. 12 kwietnia 1983 w Nagano) – japoński pianista, laureat wielu konkursów muzycznych, w tym IV nagrody na XV Międzynarodowym Konkursie Pianistycznym im. Fryderyka Chopina (2005).

## Życiorys
Naukę gry na fortepianie rozpoczął w wieku 5 lat. Był uczniem szkoły muzycznej w Nagano, a w latach 1999–2002 studiował w Tōhō Gakuen School of Music przy uniwersytecie w Tokio. W 2003 podjął dalsze studia pianistyczne w Akademii Muzycznej im. Fryderyka Chopina w Warszawie pod kierunkiem Piotra Palecznego.
Jest laureatem wielu konkursów muzycznych:
- XII Konkurs Pianistyczny w Nagano (1997) – Grand Prix[1]
- Ogólnojapoński Konkurs Muzyczny dla młodzieży (1998) – III nagroda[2]
- Japoński Konkurs Muzyczny (2001) – III nagroda[1]
- Międzynarodowy Konkurs Muzyczny "Praska Wiosna" (2004) – III nagroda i nagroda specjalna im. Valentiny Kamenikowej dla najmłodszego finalisty[2]
- Międzynarodowy Konkurs Pianistyczny im. Ignacego Jana Paderewskiego (2004) – V nagroda[1]
- Międzynarodowy Konkurs Pianistyczny im. Seilera (2005) – I nagroda i nagroda specjalna za najlepsze wykonanie muzyki Chopina[3]
- XV Międzynarodowy Konkurs Pianistyczny im. Fryderyka Chopina (2005) – IV nagroda (ex aequo ze swym rodakiem Shōhei Sekimoto)[1]
- Międzynarodowy Konkurs Pianistyczny im. Giny Bachauer (2006) – II nagroda[4]

Występuje w wielu krajach. Wielokrotnie powracał z koncertami do Polski, grał m.in. na Międzynarodowym Festiwalu Chopinowskim w Dusznikach-Zdroju. Nagrał dwie płyty z utworami Fryderyka Chopina dla wytwórni Avex Group.